# Докукіно
Доку́кіно (рос. Докукино) — присілок у складі Подольського міського округу Московської області, Росія.

## Населення
Населення — 100 осіб (2010; 60 у 2002).
Національний склад (станом на 2002 рік):
- росіяни — 92 %